# Rancho el Laurel
Rancho el Laurel är en ort i Mexiko.   Den ligger i kommunen Tecamachalco och delstaten Puebla, i den sydöstra delen av landet, 160 km öster om huvudstaden Mexico City. Rancho el Laurel ligger 2 059 meter över havet och antalet invånare är 266.
Terrängen runt Rancho el Laurel är platt västerut, men österut är den kuperad. Terrängen runt Rancho el Laurel sluttar västerut. Runt Rancho el Laurel är det tätbefolkat, med 383 invånare per kvadratkilometer. Närmaste större samhälle är Tecamachalco, 3,3 km nordväst om Rancho el Laurel. Trakten runt Rancho el Laurel består till största delen av jordbruksmark.